# Рюбекур-э-Ламекур
Рюбеку́р-э-Ламеку́р (фр. Rubécourt-et-Lamécourt) — коммуна во Франции, находится в регионе Шампань — Арденны. Департамент коммуны — Арденны. Входит в состав кантона Восточный Седан. Округ коммуны — Седан.
Код INSEE коммуны — 08371.
Коммуна расположена приблизительно в 220 км к северо-востоку от Парижа, в 95 км северо-восточнее Шалон-ан-Шампани, в 24 км к востоку от Шарлевиль-Мезьера.

## Население
Население коммуны на 2008 год составляло 162 человека.
| 1962 | 1968 | 1975 | 1982 | 1990 | 1999 | 2008 |
| ---- | ---- | ---- | ---- | ---- | ---- | ---- |
| 163  | 173  | 141  | 158  | 172  | 172  | 162  |

## Администрация
| Период | Период | Фамилия           | Партия | Должность |
| ------ | ------ | ----------------- | ------ | --------- |
| 2001   | 2008   | Мари-Тереза Робер |        |           |
| 2008   |        | Мистраль Бана     |        |           |

## Экономика
В 2007 году среди 115 человек в трудоспособном возрасте (15—64 лет) 78 были экономически активными, 37 — неактивными (показатель активности — 67,8 %, в 1999 году было 66,7 %). Из 78 активных работали 75 человек (44 мужчины и 31 женщина), безработных было 3 (2 мужчин и 1 женщина). Среди 37 неактивных 11 человек были учениками или студентами, 14 — пенсионерами, 12 были неактивными по другим причинам.

## Достопримечательности
- Замок Ламекур (XVI век). Исторический памятник с 1986 года[3]

## Фотогалерея
- Замок Ламекур
- Церковь и памятник погибшим в мировых войнах
- Мэрия
- Карта коммуны